# Radio-Canada Sports
Radio-Canada Sports est la division de la Société Radio-Canada responsable des retransmissions sportives et de la production d'émissions de nouvelles sportives pour les services français de Radio-Canada. Un projet de chaîne sportive portant le même nom fut annulé en 2012.
Radio-Canada Sports est l'équivalent francophone de CBC Sports.

## Historique
En 1989 le service des sports perd pour la première fois depuis 1960 la diffusion de jeux olympiques d'été (ceux de Jeux de Barcelone en 1992) au profit d'un consortium TVA–CTV (qui obtient la diffusion pour 16,5 millions de dollars américains) mais parvient à obtenir les droits pour les Jeux d'hiver d'Albertville pour 10 millions de dollars américains, une forte hausse par rapport aux 4,5 millions versés par TVA–CTV pour les Jeux de Calgary en 1988,. La SRC se rattrape quelques jours plus tard avec l'obtention des droits de diffusion de 16 courses de Grand prix de Formule 1 (dont celui du Canada) et 15 épreuves de la série CART (Formule Indy) à la télévision française par une entente avec la brasserie Molson. L'entente est reconduite en 1992 mais cette fois la SRC diffuse les courses à heure fixe (le samedi après-midi) et en différé.
En 1994 le service des sports à la télévision acquiert un portefeuille important de droits de diffusion:
- Un contrat de 160 millions sur 5 ans pour la diffusion des matches de la Ligue nationale de hockey à la télévision et à la radio française et anglaise, un montant en croissance de 60 % par rapport au contrat précédent ;
- L'exclusivité de la diffusion des Jeux olympiques d'Atlanta pour 26,8 millions de dollars (qui marque le retour des Jeux olympiques sur Radio-Canada après la diffusion des Jeux de Barcelone et de Lillehammer sur TVA et CTV);
- Un contrat de 15 millions sur 5 ans pour la diffusion de certains matches du baseball professionnel.

Le 1er juin 1995, la SRC obtient pour 16 millions de dollars américains la diffusion exclusive des jeux d'hiver de Nagano, avec à la clé une couverture télévisée conséquente (180 heures à la télévision française et 240 à CBC Television).
En mars 1998 la SRC en alliance avec les réseaux TSN et RDS signe une entente de 160 millions de dollars américains pour la diffusion de toutes les éditions des jeux olympiques d'été et d'hiver jusqu'en 2008 (soit Sydney en 2000, Salt Lake City en 2002, Athènes en 2004, Turin en 2006 et Beijing en 2008).
En juin 2003 le bulletin quotidien des sports de fin de soirée (23 h 0 à 23 h 30) à la télévision française est aboli, mais la couverture des nouvelles sportives dans les éditions du téléjournal est élargie. TVA avait déjà supprimé Les Nouvelles du Sport, son bulletin de nouvelles sportifs de 23 h 30, en mars 2002.
Le 4 février 2005 la SRC perd la diffusion des Jeux olympiques de Vancouver en 2010 et ceux de Londres en 2012 au profit d'un consortium Bell Globemedia–Rogers et des chaînes TQS, RDS, CTV, TSN et Sportsnet. La SRC s'était associé à Canwest, Telus et theScore pour proposer environ 100 millions de dollars américains mais l'offre du consortium Bell–Rogers, à 153 millions de dollars américains, remporte la compétition.
En 2006 les services des sports de la télévision, de RDI, de la radio et des nouveaux médias sont regroupés en un service unique. Le nouveau service prévoit alors le retour du bulletin quotidien à une date indéterminée. C'est chose faite en janvier 2009 dans un format réduit (3 à 5 minutes) distinct du téléjournal. Ce bulletin est rallongé à 15 minutes en septembre 2010.

### Projet avorté de chaîne sportive (2009–2012)
Le 20 octobre 2009, la Société Radio-Canada dépose auprès du Conseil de la radiodiffusion et des télécommunications canadiennes (CRTC) une demande de création d'une nouvelle chaîne intitulée Radio-Canada Sports. Cette chaîne de catégorie 2 serait diffusée sur le câble et serait intégralement dédiée aux retransmissions sportives. Une place importante serait accordée au contenu canadien et au sport amateur. Le projet s'inscrit dans le cadre du plan stratégique des services français présenté en 2008 par le vice-président des services français Sylvain Lafrance. La nouvelle chaîne s’appuierait sur les ressources préexistantes du services de sports de Radio-Canada,.
Le 10 juin 2010, le CRTC approuve officiellement la demande de la Société Radio-Canada. Le document du CRTC précise que la Société Radio-Canada présenterait 50 % de contenu en haute-définition.
Le projet de chaîne est abandonné le 4 avril 2012 à la suite de nouvelles compressions budgétaires touchant CBC/Radio-Canada.

### Restrictions budgétaires
Le journal La Presse révèle en avril 2012 que le budget de Radio-Canada Sports sera amputé de 22 %, faisant de cette division la plus touchée par les compressions budgétaires après Radio Canada International.
Des coupures encore plus importantes sont annoncées en avril 2014 : François Messier, directeur des sports, annonce à ses équipes la suppression de 56 postes (sur 76) le 11 avril 2014. Ces compressions entraînent la suppression (comme en 2003) du bulletin de nouvelles sportives de fin de soirée ainsi que l'intégralité de la couverture du sport professionnel (qui avait déjà été réduite à la portion congrue au cours des années antérieures). Seule la couverture du sport amateur, des Jeux Olympiques et de la Coupe du monde de soccer de 2014 est maintenue.

### Maintien de la couverture des jeux olympiques
Le 28 octobre 2014, Hubert Lacroix, président directeur-général de la Société Radio-Canada annonce que la société d'État a obtenu les droits de diffusion des jeux olympiques d'hiver de Pyeongchang en 2018 et de jeux olympiques d'été de Tokyo en 2020 en association avec le réseau RDS pour la diffusion en français et les réseaux TSN et Sportsnet pour la diffusion en anglais.
Radio-Canada prévoyait envoyer 225 correspondants pour couvrir les jeux de Tokyo en juillet et août 2020. Début mars 2020, à cause de la pandémie de COVID-19, les visites préparatoires sur le site des jeux sont annulées et Radio-Canada commence à préparer une grille de programmation de remplacement en cas d'annulation des jeux. Devant l'aggravation de la situation le CIO prononce fin mars 2020 le report des jeux de Tokyo à l'été 2021. Radio-Canada indique début avril 2020 que sa couverture en 2021 sera identique à celle prévue initialement en 2020 malgré les impacts financiers négatifs du report (renégociation de certains contrats publicitaires, dépenses préengagées avant le report). En partenariat avec RDS, Radio-Canada prévoit présenter 370 heures de programmation sur son antenne principale alors que RDS prévoit 420 heures sur ses antennes. En complément, Radio-Canada présentera plus de 2500 heures de couverture sur internet et son application mobile.
Radio-Canada annonce le 15 avril 2024 le détail de sa couverture (conjointe avec RDS) des jeux olympiques et paralympiques de Paris. Pour les premiers, le diffuseur public prévoit un total de 760 heures de programmation, dont 311 heures sur la chaîne principale (soit 18 heures par jour en continu, avec pour seule interruption les éditions du Téléjournal). Les jeux paralympiques, tenus fin août et début septembre, feront l'objet de 56 heures d'antenne à la télévision et d'une couverture complémentaire sur les plateformes numériques.

### Identité visuelle (logotype)

Logo de SRC Sports dans les années 1990.
Logo de Radio-Canada Sports dans les années 2000.
Logo de Radio-Canada Sports depuis 2017.

## Production

### Droits de diffusion actuels
- Jeux olympiques de Tokyo (reporté à 2021)[23]

### Anciennes diffusions

#### Émissions
- Les Héros du Samedi (1973–1994[26])

#### Événements récurrents
- Grands prix de Formule 1 (1989–1998[27])

#### Jeux olympiques
Jeux olympiques d'été : 
- Séoul 1988
- Atlanta 1996[5]
- Sydney 2000[note 1]
- Athènes 2004[note 1]
- Beijing 2008[note 1]
- Rio 2016[note 1],[28]
- Tokyo 2020[note 1],[24]
- Paris 2024[note 1],[24]

Jeux olympiques d'hiver : 
- Albertville 1992
- Nagano 1998
- Salt Lake City 2002[note 1]
- Turin 2006[note 1]
- Pyeongchang 2018[note 1],[29]

#### Événements ponctuels
- Coupe du monde de football 2014[note 2],[30]

## Direction

### Directeur des sports
- Paul-Marcel Raymond : ? – mai 1971[31]
- Yvon Giguère : mai 1971 – 1er mars 1993[31],[32]
- Jean-Pierre Paiement : 1er mars 1993 – août 1996[32]
- Charles Ohayon : août 1996 – janvier 1998[33]
- Daniel Asselin : janvier 1998 – 22 septembre 2006[34],[35]
- François Messier : depuis le 24 novembre 2008[36],[37]